# Dagmar Ensch-Engel

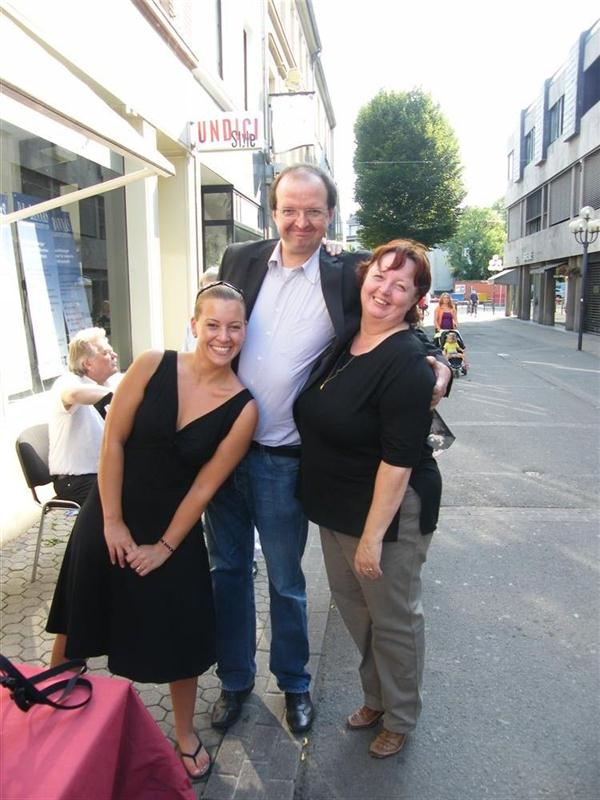
Ensch-Engel (rechts) mit Yvonne Ploetz und Thomas Lutze (2010)

Dagmar Ensch-Engel (* 25. Mai 1955 in Beckingen) ist deutsche Politikerin (Die Linke, zuvor Bündnis 90/Die Grünen, WASG). Von 2009 bis 2022 war sie Abgeordnete im Landtag des Saarlandes.

## Leben und Beruf
Dagmar Ensch-Engel besuchte von 1962 bis 1966 die Volksschule Beckingen, danach bis 1970 das Mädchenrealgymnasium Merzig und anschließend bis 1973 das Gymnasium Blieskastel. Von 1973 bis 1975 absolvierte sie die Fachoberschule Merzig und von 1975 bis 1978 die Technische Fachhochschule Berlin, die sie mit dem Abschluss als Diplom-Ingenieurin (FH) der Versorgungstechnik beendete.
Nach ihrem Studium arbeitete Ensch-Engel von 1978 bis 1999 als Projektleiterin beim Unternehmen Ensch GmbH in Beckingen, mit einer mehrjährigen beruflichen Auslandstätigkeit in Bagdad. Von 1990 bis 1995 war sie zugleich als Betriebsleiterin und Konzessionsträgerin des Unternehmens Nilles GmbH in Aschbach angestellt. Von 1999 bis 2004 war sie für die DIBAG Industriebau AG in München als Projektmanagerin tätig.

## Politik
Dagmar Ensch-Engel war ab 1994 Mitglied der Partei Bündnis 90/Die Grünen. 2004 wechselte sie zur WASG, die 2007 in der Partei Die Linke aufging. Seit 2009 gehört sie dem Gemeinderat Beckingen an. In ihrer Partei ist Dagmar Ensch-Engel Mitglied des Landesvorstandes und im Vorstand des Kreisverbandes Landkreis Merzig-Wadern.
Ab dem 23. September 2009 war Ensch-Engel Mitglied im Landtag des Saarlandes. Für ihre Fraktion war sie stellvertretende Vorsitzende sowie Sprecherin für Tierschutz, Energie, Umwelt und Sport. Im August 2018 verließ sie aufgrund von Streitigkeiten die Fraktion und war seitdem fraktionslose Abgeordnete. Im November 2021 gründete sie mit Barbara Spaniol die Fraktion Saar-Linke. Spaniol war kurz zuvor aus der Linken-Fraktion ausgeschlossen worden. Bei der Landtagswahl 2022 verfehlte sie wie die gesamte Linkspartei den Wiedereinzug in den Landtag.